# 470年代
| 千纪： | 1千纪                                                                                  |
| 世纪： | 4世纪 \| 5世纪 \| 6世纪                                                                |
| 年代： | 440年代 \| 450年代 \| 460年代 \| 470年代 \| 480年代 \| 490年代 \| 500年代              |
| 年份： | 470年 \| 471年 \| 472年 \| 473年 \| 474年 \| 475年 \| 476年 \| 477年 \| 478年 \| 479年 |

## 大事记
- 宋順帝劉准將皇位禪讓給蕭道成，南朝宋滅亡，南朝齊開始。
- 一支由凯尔特人领袖瑞奥塔摩斯（英语：Riothamus）领导的規模達到12,000人的部队在高卢登陆，但被尤里克国王击败。

## 出生
- 酈道元（466年或472年－527年），北魏地理學家，散文家，水經註作者。